# Wolfgang von Oettingen
Wolfgang von Oettingen, född 25 mars 1859 i Dorpat (numera Tartu), guvernementet Livland, Kejsardömet Ryssland, död 20 december 1943 i Bonn, Tyskland, var en tysk kulturhistoriker. Han var son till Georg von Oettingen samt brorson till Alexander och Arthur Joachim von Oettingen.
Han blev 1888 docent i nyare konsthistoria vid universitetet i Marburg, var 1892–1897 professor i konst- och litteraturhistoria vid konstakademien i Düsseldorf, 1897–1905 förste sekreterare vid kungliga konstakademien i Berlin, 1908–1918 direktor för Goethe-Nationalmuseum i Weimar och 1911–1918 för Goethe- und Schiller-Archiv.
Han har skrivit ett antal konsthistoriska arbeten (om Filarete 1888 och 1890, Chodowiecki 1895 och 1897 med mera), Das Gesetz in der Kunst (1903), Die bunte Menge (1906), Aus stiller Werkstatt (1908), Goethe und Tischbein (1910) och Erlebtes und Erdachtes (1911).